# Selaginella cathedrifolia
Selaginella cathedrifolia är en mosslummerväxtart som beskrevs av Antoine Frédéric Spring.
Selaginella cathedrifolia ingår i släktet mosslumrar och familjen mosslummerväxter. Inga underarter finns listade i Catalogue of Life.